# شینا (خواننده)
شینا مائه مانوئل کاتاکوتان (انگلیسی: Gweneth Llaguno Apuli؛ زادهٔ ۹ مه ۲۰۰۴) که به‌طور حرفه‌ای با نام شینا (Sheena) شناخته می‌شود، خواننده و رقصنده اهلفیلیپین است. او یکی از اعضای گروه دخترانه بینی است.

## اوایل زندگی و تحصیلات
شینا زادهٔ ۹ مه ۲۰۰۴ است. او به همراه مادر مجرد و برادرش بزرگ شد. مادرش، در سال ۲۰۲۰ در طی دوران کارآموزی او فوت کرد. پدر بزرگ و مادربزرگ و برادرش در سانتیاگو، ایزابلا، فیلیپین زندگی می‌کنند، جایی که او به دنیا آمد و بزرگ شد.